# Grupo Desportivo e Cultural da Praia
O Desportivo da Praia (crioulo cabo-verdiano, ALUPEC: Disportivu di Praia) é um clube poliesportivo da Praia na Ilha de Santiago em Cabo Verde. Há departamentos no clube que incluem futebol, handebol e basquete.

## História
Desportivo da Praia fundado em 1979[carece de fontes?], com o clube militar das Forças Armadas de Cabo Verde.
Desportivo da Praia venceu o primeiro título regional em 1990 e o segundo título em 2016. Desportivo venceu dois títulos de torneios de aberturas.

## Estádio

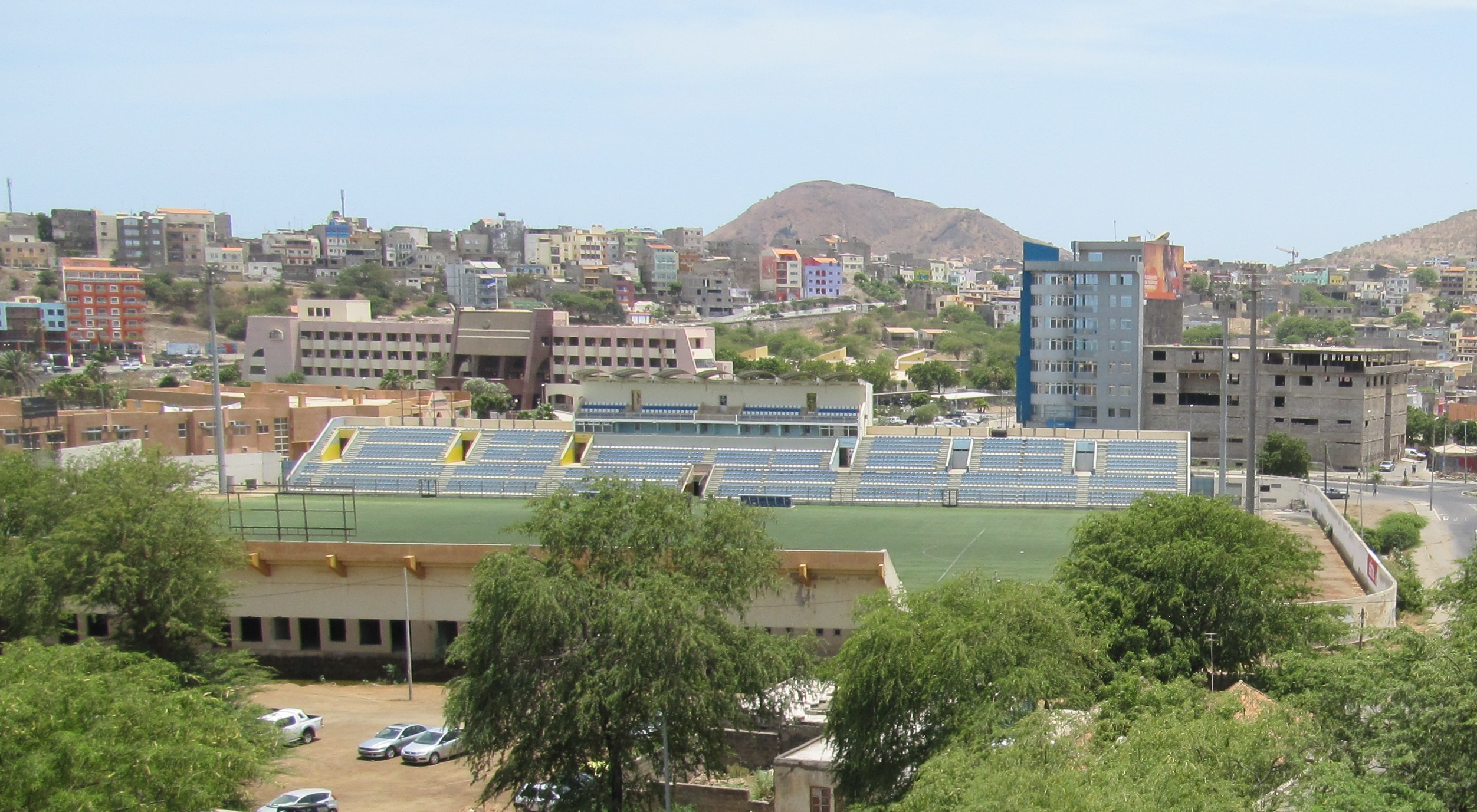
Estádio da Várzea, a casa de Desportivo Praia

O jogos são realizados no Estádio da Várzea.  Outros clubes populares que jogam no estádio são Sporting Clube da Praia, Boavista FC, CD Travadores, Académica da Praia e Vitória.

## Rivalidade
O clube tem grande rivalidade com o Sporting Clube da Praia e CD Travadores.

## Logo e uniformes
As cores do clube e do uniforme são o branco e azul.

## Título
- Tİtulos regionais 2:
  - Liga Insular de Santiago: 1

1989/90
- - Primeira Divisão de Santiago Sul: 1

2015/16
- Torneio Abertura da Praia: 2

2014, 2015

## Futebol
| Escalão | Nº Presenças | Títulos | Melhor Classificação |
| I       | 1            | 0       | 3a                   |
| II      | 30-35        | 0       | 2a                   |

### Classificações

#### Nacionais (Fase de Grupos)
| Temporada | Div | Pos | Pts   | J | V | E | D | G.M. | G.S. | Diff. |
| 2013      | 1B  | 3   | 9 pts | 5 | 2 | 3 | 0 | 6    | 3    | +3    |
| 2016      | 1A  | 3   | 7 pts | 5 | 2 | 1 | 2 | 7    | 6    | +1    |

#### Regionais
| Temporada | Div | Pos | Pts    | J  | V  | E | D | G.M. | G.S. | Diff. |
| 2012-13   | 2   | 2   | 32 pts | 18 | 8  | 8 | 2 | 28   | 13   | +15   |
| 2013-14   | 2   | 2   | 36 pts | 18 | 10 | 6 | 2 | 37   | 17   | +20   |
| 2014-15   | 2   | 3   | 33 pts | 18 | 9  | 6 | 3 | 37   | 20   | +17   |
| 2015-16   | 2   | 1   | 47 pts | 22 | 14 | 5 | 3 | 43   | 12   | +30   |

## Estatísticas
- Melhor posição: 3a (nacional, fase de grupo)
- Melhor posição na torneias de aberturas: 1a (regional)
- Pontos totais: 15 (nacional)
- Melhores pontos totais na temporada: 7 (nacional)
- Melhores gols totais na temporada:
  - Nacional: 6 (2016)
  - Regional: 43 (em 2016)
- Mais gols artilheirado por jogador: Ró (16 gols), em 2017

Outros:
- Apresentatas na Taça de GAFT: 2

## Jogador antigo
- Márcio, em 2014 (grande goleador de edição 2013-14)

## Ligação externo
- Site official
- Desportivo Praia na Facebook
- Desportivo da Praia na Sports Mídia